# Хамфриз, Маргарет
Маргарет Хамфриз (англ. Margaret Humphreys, родилась в 1944 году в Ноттингеме, командор Ордена Британской империи, кавалер Ордена Австралии) — социальный работник и писательница. Известна расследованием и разоблачением правительственной схемы детской миграции Home Children, опубликованным в 1987 году. По этой схеме множество детей из бедных семей были перевезены из Великобритании в Австралию, Канаду, Новую Зеландию, Родезию и в другие части Британского содружества, зачастую без согласия их родителей. Детям говорили, что их родители умерли, а родителям — что детей усыновили вне Великобритании. Согласно Хамфриз, по данной схеме переселили более 150 000 детей, некоторые из них были в возрасте трёх лет Около 7000 из пострадавших детей было отправлено в Австралию.
Одним из мотивов переселения была экономия. Содержание ребёнка в британском государственном учреждении обходилось в 5 фунтов в день, а в Австралии — всего 10 % от этой суммы, десять шиллингов.
Расследование Хамфриз началось в 1986 году. Она работала соцработником, занималась помощью усыновлённым детям и однажды получила письмо, в котором австралийка говорила о том, что в возрасте четырёх лет её отправили из Великобритании в Австралию в детский дом, и она искала того, кто бы помог ей обнаружить родителей.

## Объединение детей-мигрантов
Деятельность Хамфриз привела к публичному раскрытию схемы в двух статьях Аннабель Ферриман (газета The Observer), опубликованных в июле 1987 года, а также основанию Объединения детей-мигрантов (англ. Child Migrants Trust), которое изначально финансировал работодатель Хамфриз, Ноттингемширский городской совет, а позже — австралийское и британское правительства; Объединение зарегистрировано как благотворительная организация по закону Великобритании. Позже оно было переоформлено и открыло офисы в Мельбурне и Перте.
Основной целью Объединения является восстановление семейных отношений с родственниками бывших детей-мигрантов, а также постоянное привлечение внимания СМИ и освещение ранее малоизвестной главы истории вовлечённых стран. Хамфриз приняла участие в создании документального фильма «Потерянные дети империи» (англ. The Lost Children of the Empire), вышедшего в 1989 году и позже показанного в Австралии. Затем была выпущена научно-популярная книга с таким же названием. Описание участия Британии в детской миграции начинается с XVII века, когда из Лондона в первую американскую колонию были отправлены дети для увеличения её населения. В течение последующих 350 лет детская миграция шла на три континента, а завершилась она в Австралии в 1970-х годах.

## Награды
Хамфриз получила медаль Ордена Австралии в марте 1993 и почётную степень магистра гуманитарных наук университета Нотингем-Трент в 1996 за заслуги. Она стала членом братства Ротари Интернешнл. 30 мая 1998 года ей было присвоена почётная степень магистра Открытого университета. В декабре 2011 года Ноттингемский университет присвоил ей почётную степень доктора права.
Кевин Радд и Гордон Браун, премьер-министры Австралии и Великобритании, принося извинения пострадавшим от детской миграции в 2009 и 2010 году, поблагодарили Хамфриз за кампанию и вклад в воссоединение семей.
В 2011 году ей был пожалован Орден Британской империи.

## Книга и фильм
Книга Empty Cradles была опубликована в 1994 году, а доход от продажи 75 000 копий помог финансировать Объединение в то время, когда правительственный грант был истрачен. Empty Cradles была экранизирована в 2011 году под названием Oranges and Sunshine.